# マワジン (フェスティバル)
マワジン（Mawazine）は、モロッコのラバトで毎年開催される音楽フェスティバル。多くの国内外のポップアーティストが参加するモロッコを代表する音楽祭である。
2013年の来場者数は推定250万人で、ウィーンのドナウインゼル・フェストに次ぐ世界最大級の音楽祭となった。7つのステージに90のアクトが出演し、1ステージあたりの入場者数は世界で最も多い。

## 概要
フェスティバルの主宰者は、モロッコ国王ムハンマド6世の個人秘書であり、文化財団Maroc Cultureの創設者・会長のムニール・マジディ（Mounir Majidi）である。
マワジンは寛容な国としてのモロッコのイメージを促進することを目的としたイベントの一つであり、イベントのウェブサイトでは、このフェスティバルの目的はラバトを世界に開かれた都市として宣伝することであると書かれている。
ステージ前方のエリアは一部有料だが、基本的に無料でライブを見ることができる。

## ギャラリー

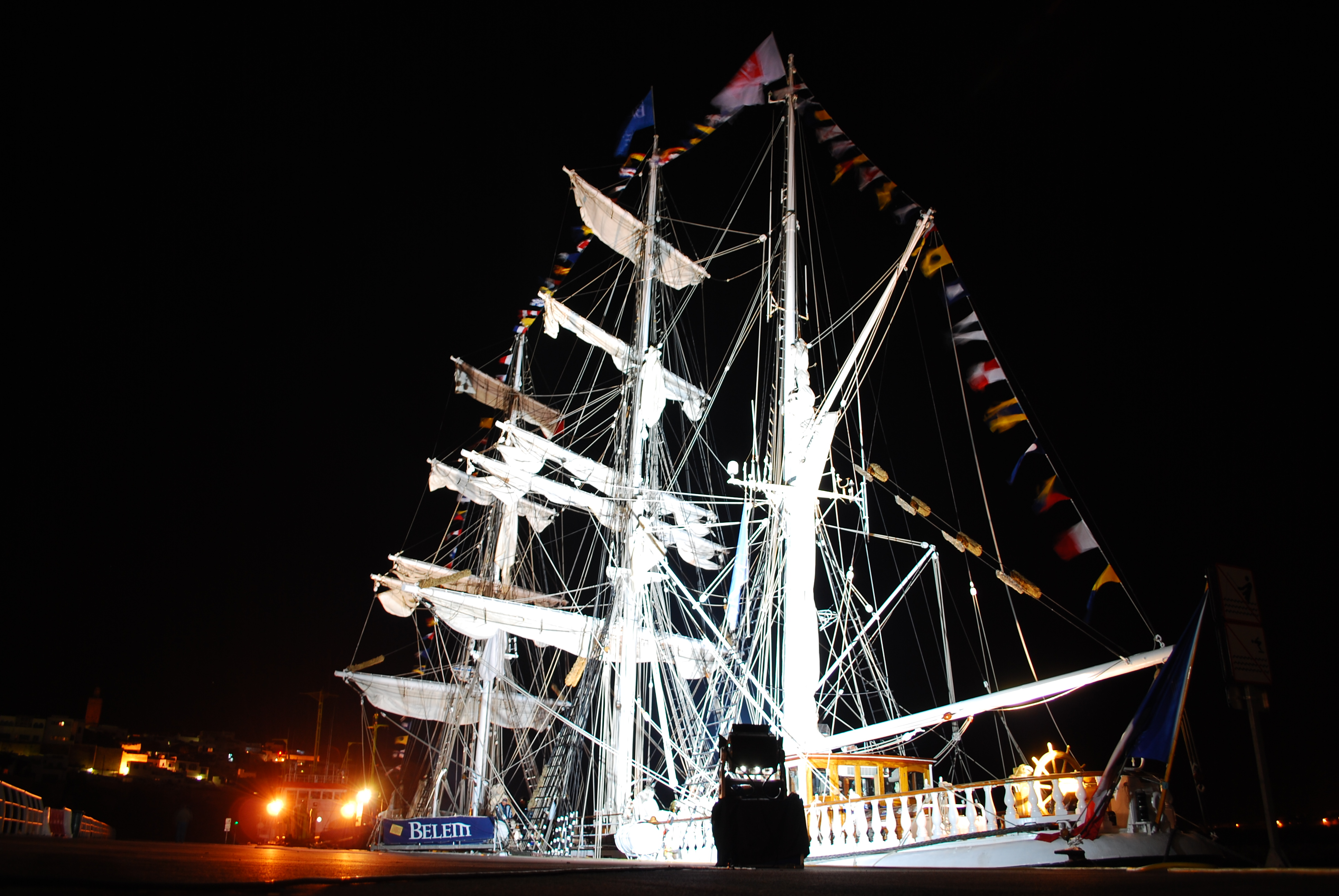
2009
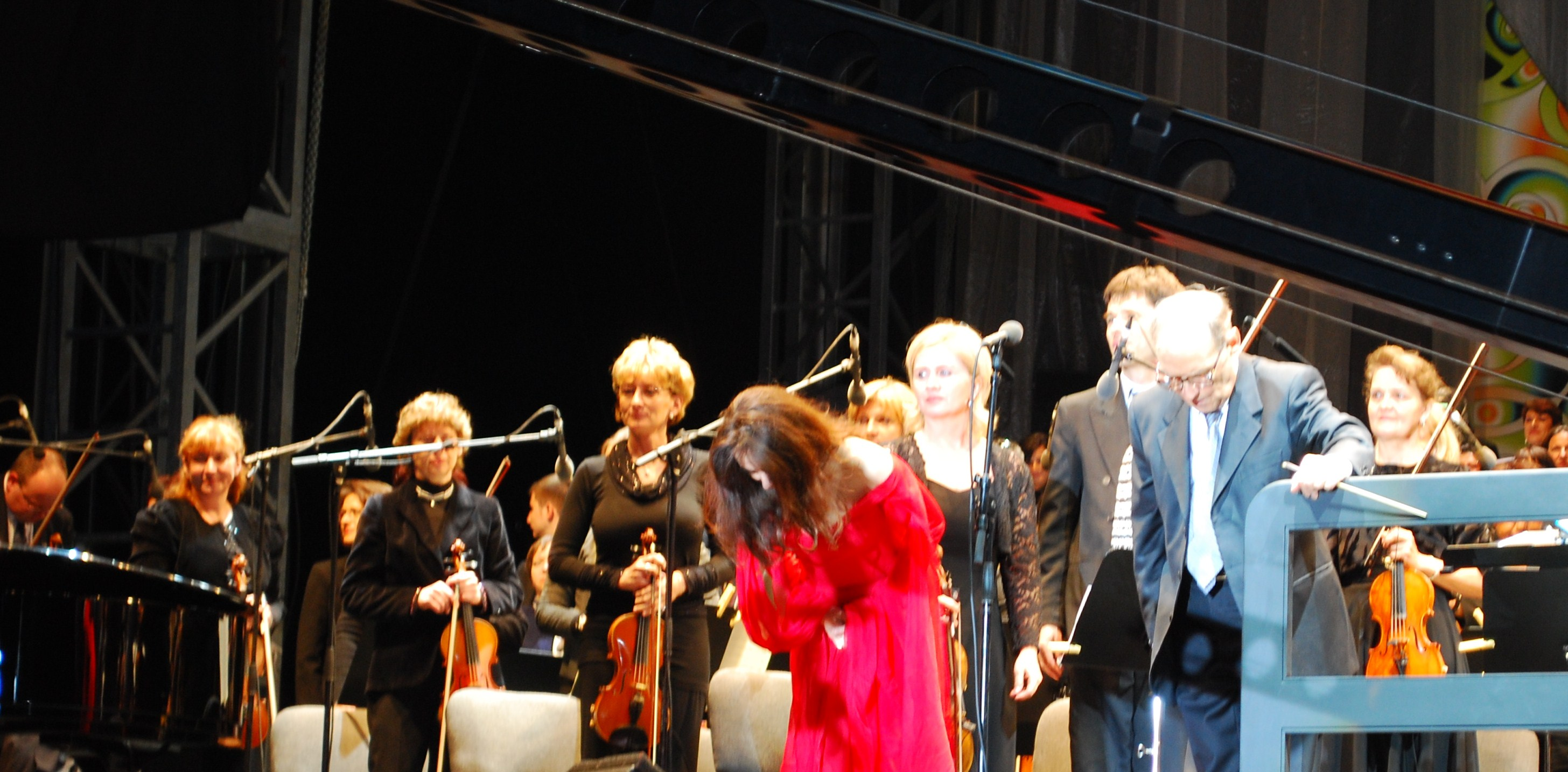
2009
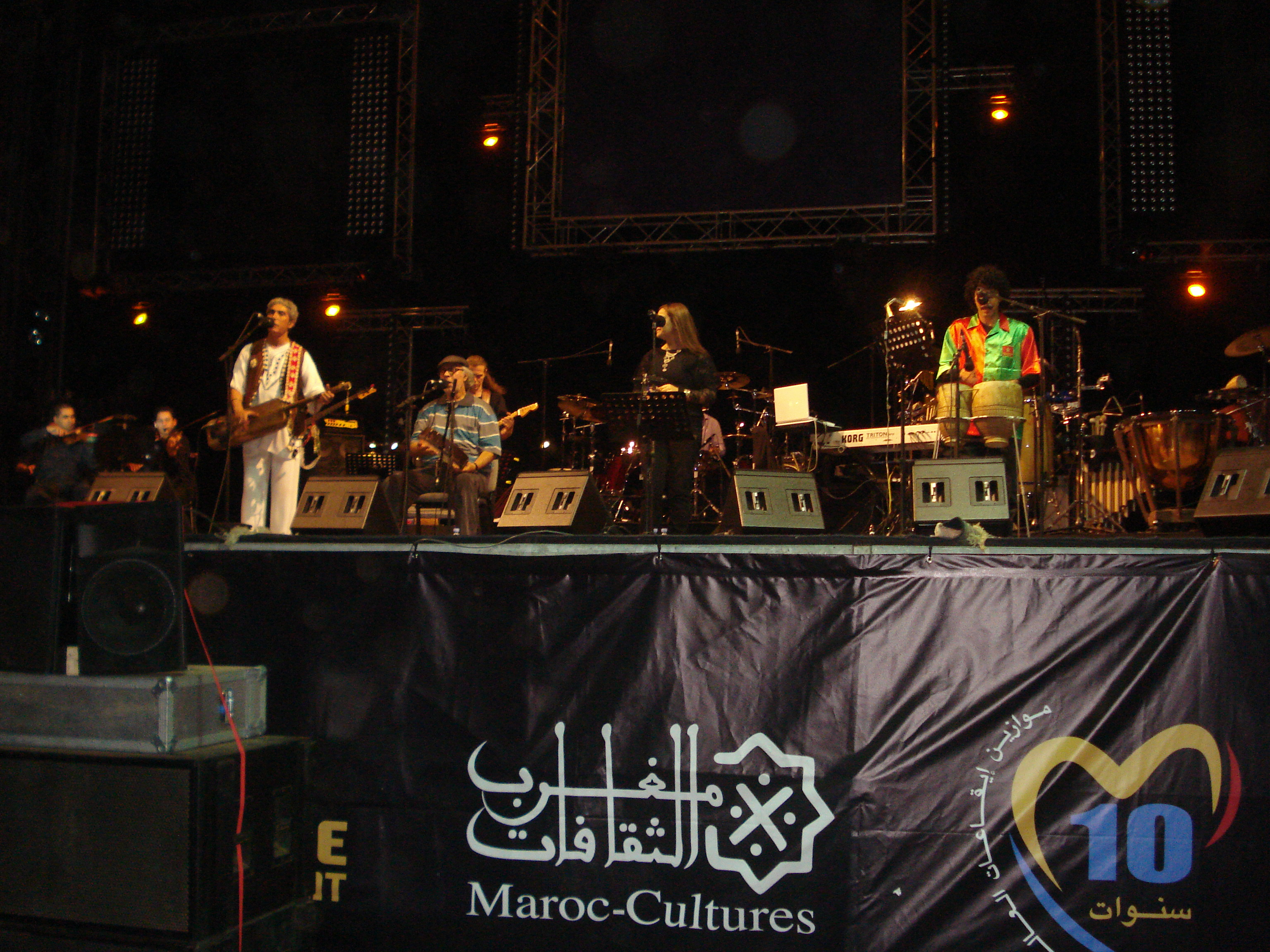
2011
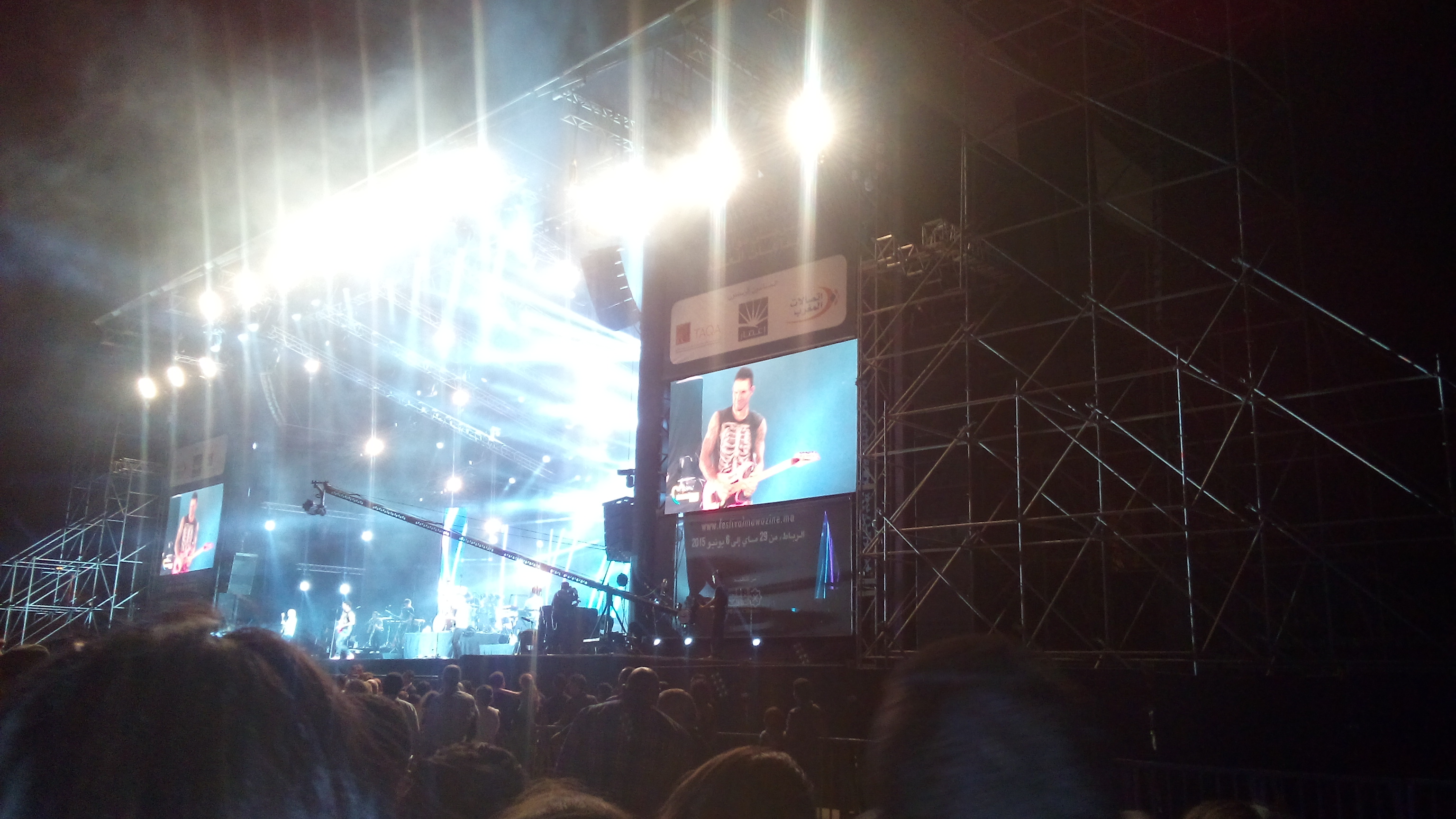
2015
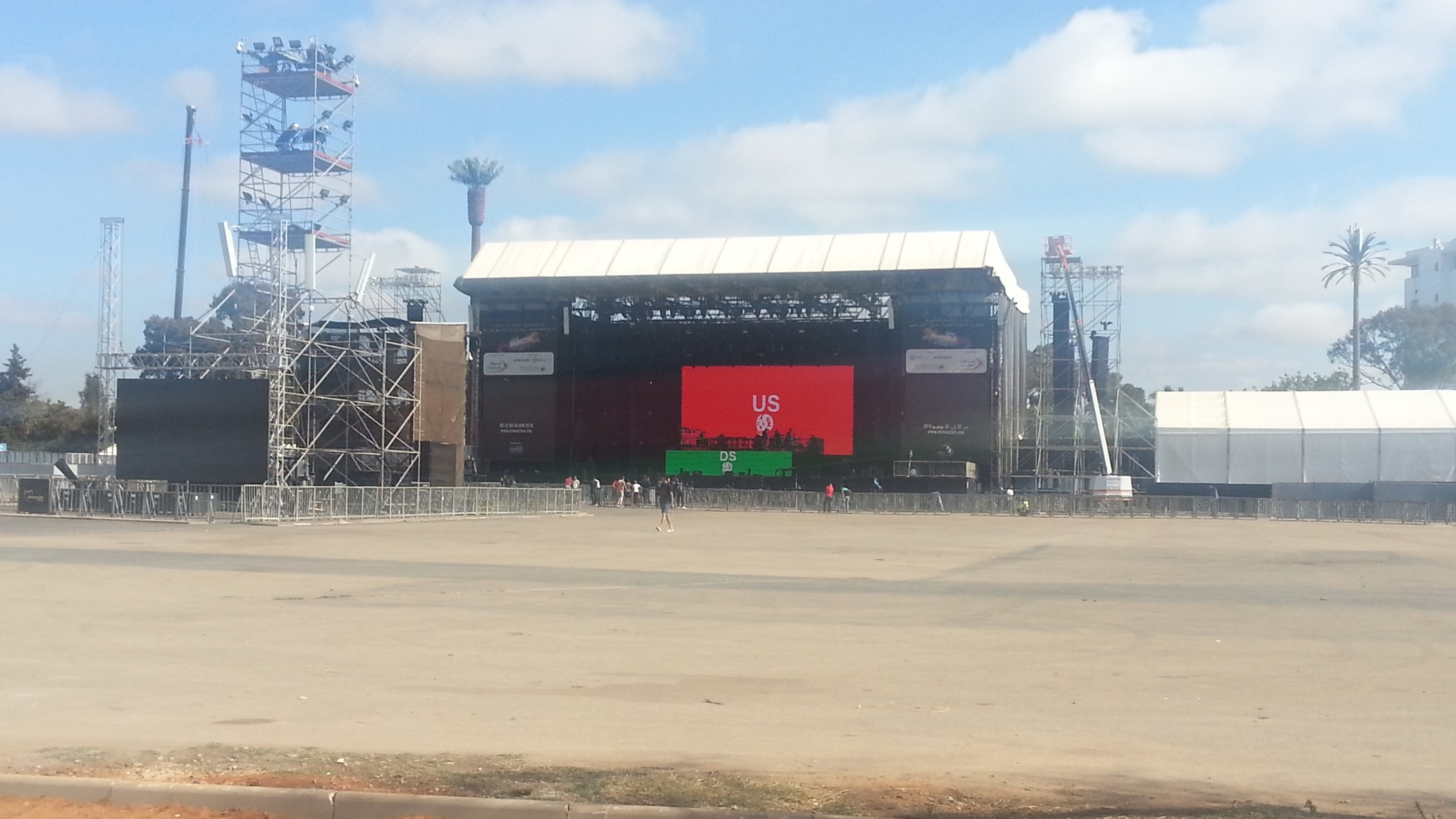
2018